# Desonide
Desonide es una crema con esteroides.  Se usa para tratar el eccema, la dermatitis seborreica, la dermatitis de contacto y la psoriasis. Viene en forma de crema, ungüento, loción y espuma.
Los  efectos secundarios pueden ser el síndrome de Cushing y la hiperglucemia. La mayoría de los efectos secundarios son leves. Tiene una potencia de baja a media y está clasificado como corticosteroide del grupo VI en EE.UU
La desonida fue aprobada para uso médico en los Estados Unidos en 1972. Está disponible como medicamento genérico bajo varias marcas. Un tubo de 15 gramos de 0,05% cuesta alrededor de 15 dólares estadounidenses a partir de 2021.